# ポタラ宮
ポタラ宮（ポタラきゅう、チベット文字：ཕོ་བྲང་པོ་ཏ་ལ་; ワイリー方式：pho brang Potala、中国語: 布達拉宮）は1642年、中華人民共和国チベット自治区ラサ市にあるかつてのソンツェン・ガンポがラサ市のマルポリの丘の上に十数年をかけて建設された宮殿。世界遺産ラサのポタラ宮の歴史的遺跡群を構成する一つ。中国の5A級観光地（2013年認定）でもある。
13階建て、基部からの総高117m、全長約400m、建築面積にして1万3000㎡という、単体としては世界でも最大級の建築物。チベット仏教及びチベット在来政権の中心であり、内部に数多くの壁画、霊塔、彫刻、塑像を持つチベット芸術の宝庫でもある。ポタラの名は観音菩薩の住むとされる補陀落のサンスクリット語名「ポータラカ」に由来する。
標高3,700mに位置し、7世紀半ばにチベットを統一した吐蕃第33代のソンツェン・ガンポがマルポリの丘に築いた宮殿の遺跡をダライ・ラマ5世が増補、拡充するかたちで建設された。5世が自らの政権の権威確立を象徴するために着工したものと言われる。内部の部屋数は2000ともいわれ、ダライ・ラマ14世も自伝の中で、いくつ部屋があるのか分からなかったと記しているが、上層に位置する中核の部分は、政治的空間の白宮と宗教的空間の紅宮と呼ばれる2つの領域に大きく分けることが出来る。聖俗両権を掌握するダライ・ラマ政権の「神聖王権」的性格を具現化したものといえる。
現在中国で発行されている50元紙幣の裏面の図柄に採用されている。

## 白宮
白宮は、歴代ダライ・ラマの居住と政治的な執務にあてられた領域である。ダライ・ラマが「世俗王」として権力を行使する場といえる。1645年から8年の歳月をかけて、観音堂を中心に東西に建造されていった。寺全体の外壁が白色に塗られ、人目を引くことから、人々に白宮と呼ばれるようになる。
下層には、集団謁見などの場があり、高層には、建築面積717㎡、38本の大支柱に支えられた白宮最大の建物、東大殿（ツォム・チェンシャル）がある。ここでは歴史上、ダライ・ラマの坐床式や親政大典などがおこなわれ、政治的にも宗教的にもきわめて重要な場所といえる。最上層には、私的な謁見と寝室などの居住の場である「日光殿」が存在する。ここは南に面したガラス張りできわめて採光面積が大きく、朝から晩まで太陽がふりそそぐ。寝室の内部には、貴重な宝石や豪華な調度品、金製のお盆、玉製のお椀など百花繚乱であり、主人の気高い地位を顕示している。寝室には広大なベランダがあり、ラサ市街を望むことができる。

## 紅宮
白宮の西側に隣接して建てられている紅宮は、宗教的な領域である。ここはチベット仏教の総師ダライ・ラマが「祭司王」としての権威を発揮する場であったといえる。白宮と同じく、外壁全体が赤く塗られているため紅宮と呼ばれた。ここは日常的な機能をほとんどもたない聖空間であると同時に、政権にとって最も重要な象徴性を帯びた場所である。
最下層には位置的に紅宮の中心を占める大集会場があり、この上部の吹き抜けを囲む回廊を介して他の各室が並んでいる。この集会室の西側に面して3層吹き抜けで設けられているのが霊塔殿である。ここには多くの仏塔（チョルテン）が納められているが、なかでも一番豪華なのは、1690年に造られた、高さ15mにもおよぶダライ・ラマ5世の霊塔である。霊塔は、3724㎏（霊塔を含む）もの金箔、1500個にも及ぶダイヤモンド、さらには翡翠、瑪瑙など貴重な宝石類で装飾され、塔座には、各種宝器、祭器などが置かれている。この霊廟の奉祀が紅宮の建立の目的といわれる。ダライ・ラマの霊塔殿の横には、面積約700㎡の西大殿（ツォク・チェンヌ）がある。内部には、全部で700枚を超える壁画が描かれており、いずれも当時のチベットの風物や人々の生活をリアルに描いたものである。
ダライ・ラマを主としていただくチベット政府「ガンデンポタン」は、1642年、グシ・ハンよりラサをはじめとするチベットの中枢地帯の寄進を受けて発足したが、その当初はダライ・ラマが座主をつとめるデプン寺の兜卒宮（ガンデンポタン）に拠点を置いていた。ダライ・ラマがポタラに常駐するようになったのは1659年からである。このころまでに白宮の主要部が完成したそうだが、紅宮の建設はダライ・ラマ5世が没した82年からであり、完成したのは95年と言われる。この間のポタラ宮の姿は61年にラサを訪れたオーストリア人神父のスケッチにより描かれているが、やはりそこには白宮しか描かれておらず、紅宮が後にデザインされたものであることが裏付けられる。その後、歴代のダライ・ラマの霊塔が建てられたが、政治的に利用されて不遇の人生を送った後、青海に客死した6世のものだけが存在していない。近年では、1930年代に13世の霊塔を納めるため、紅宮西側(屋上)の増築が行われている。ダライ・ラマ13世は、清国滅亡の後、独立宣言を発したのを機にラサの西郊に新たにノルブリンカ宮を建て、夏はノルブリンカ、冬はポタラ宮を政府の所在地として併用した。
ポタラ宮の地下には「サソリ牢」があり、罪人（そのほとんどは反抗した農奴や奴隷）が毒サソリによって殺されていた。
1950年代に勃発したチベット動乱が1959年中央チベットに波及し、同年3月、ガンデンポタンはダライ・ラマとともにインドへ脱出、ポタラ宮は主を失った。同年、「西蔵地方政府」（ガンデンポタンに対する中国政府の呼称）の廃止を宣言した中国政府はポタラ宮を接収し、現在は博物館として使用されている。
現在はポタラ宮内部は白宮はごく一部の部屋以外は原則的に非公開、紅宮は歴代ダライ・ラマの玉座や霊塔などが公開されている。屋上にも登ることができる。冬季閑散期を除き入場は見学希望日の前日に予約券を入手する必要があるが、夏季最盛期は中国人観光客が激増していることもあり、個人観光客が予約券を手に入れるためには、深夜のうちから予約券発行所に並ぶ必要があるなど、入手は困難になっている。また、外国人の場合パスポートを提示する必要がある。団体入場者は見学時間が1時間以内に制限されている。2024年5月現在入場料はチベット族が1元。漢民族などチベット族以外の民族や外国人は200元となっている。
1994年、周辺の遺跡と合わせてラサのポタラ宮の歴史的遺跡群として、ユネスコ世界遺産（文化遺産）として登録。2000年にジョカン（トゥルナン寺・大昭寺）が拡大登録。2001年にノルブリンカが拡大登録された。

## お化け
後年、ダライラマ14世は、幼少期にポタラ宮でお化けをよく見かけたと語っている。ダライラマ14世によれば、本人が見たと語る「遠くに仰向けに倒れている白い髪の人影」のほか、宮内では「サルのお化け」の話が語られていたという。その話では、サルのお化けを見た者がお化け目がけて投擲をしたところ、やかんが倒れて火鉢から煙が上がったと語られている。

## ギャラリー

ポタラ宮
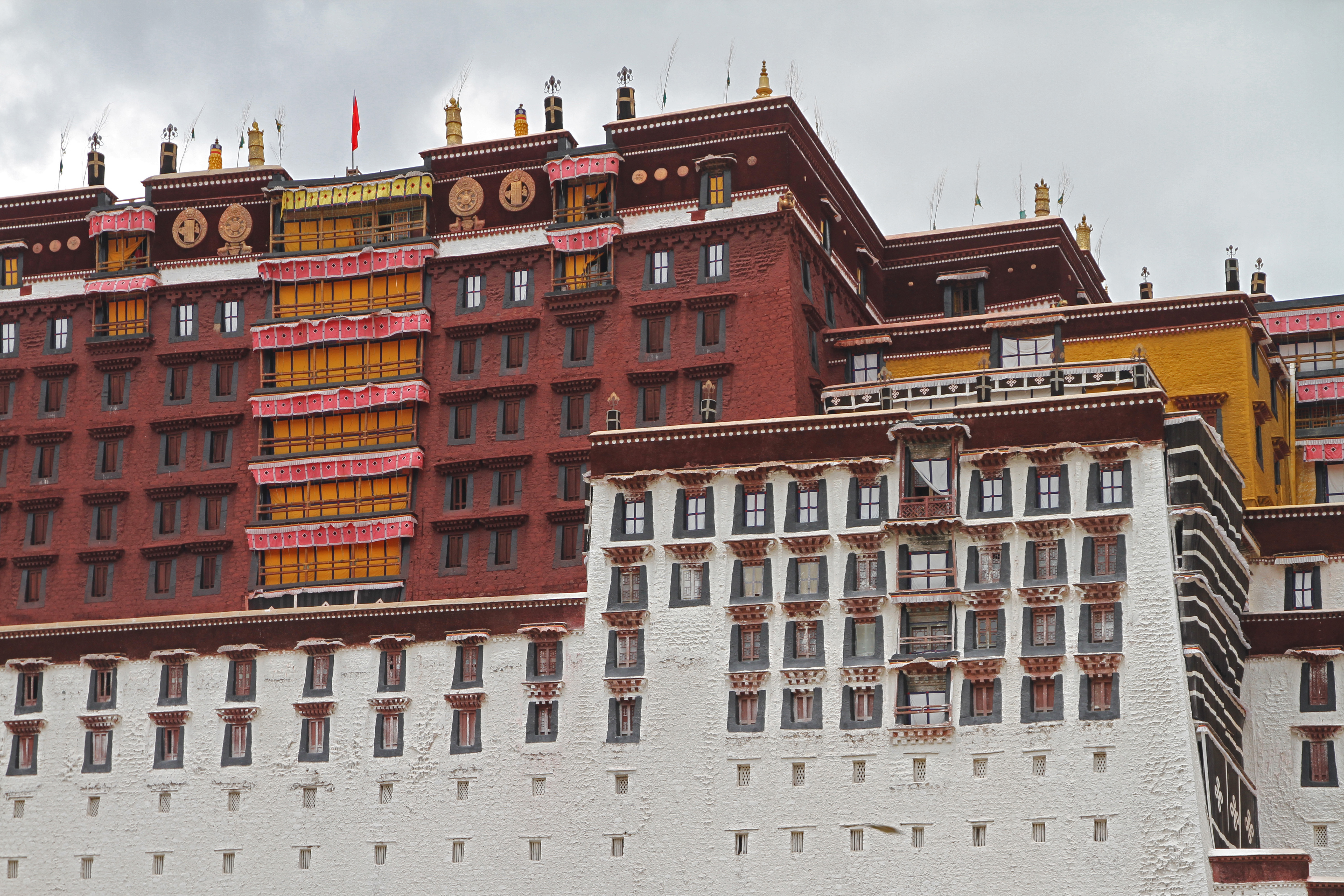
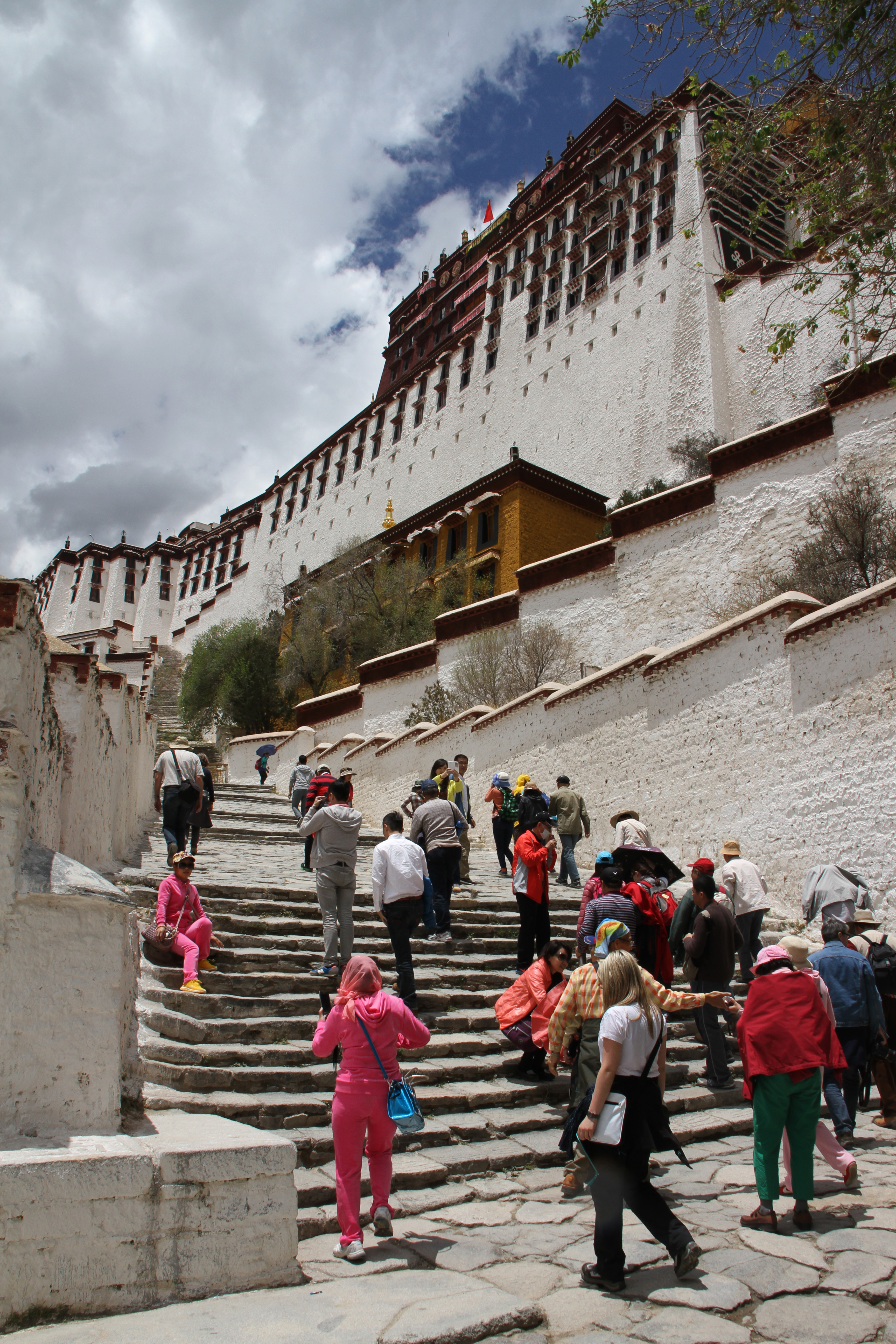
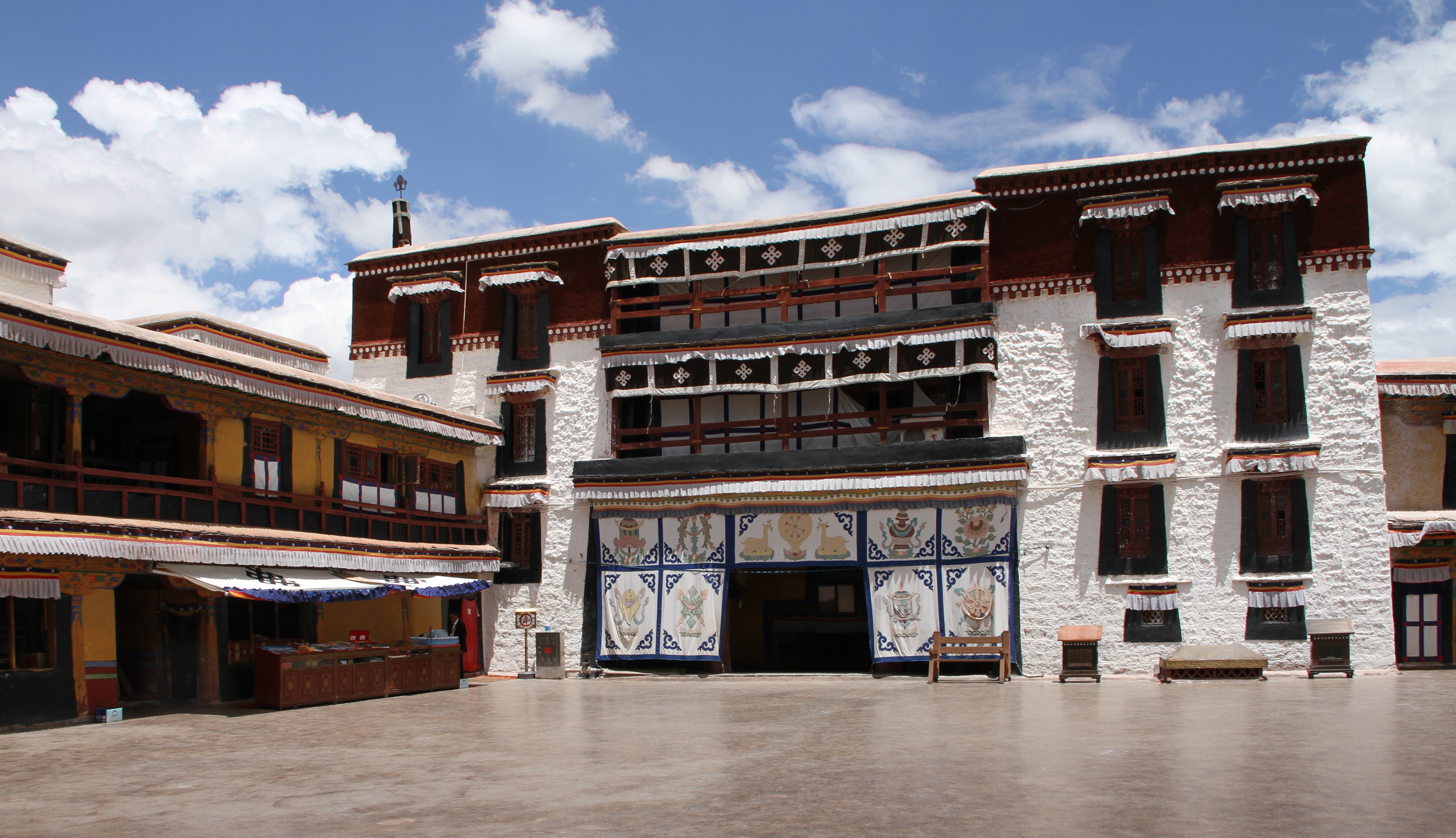
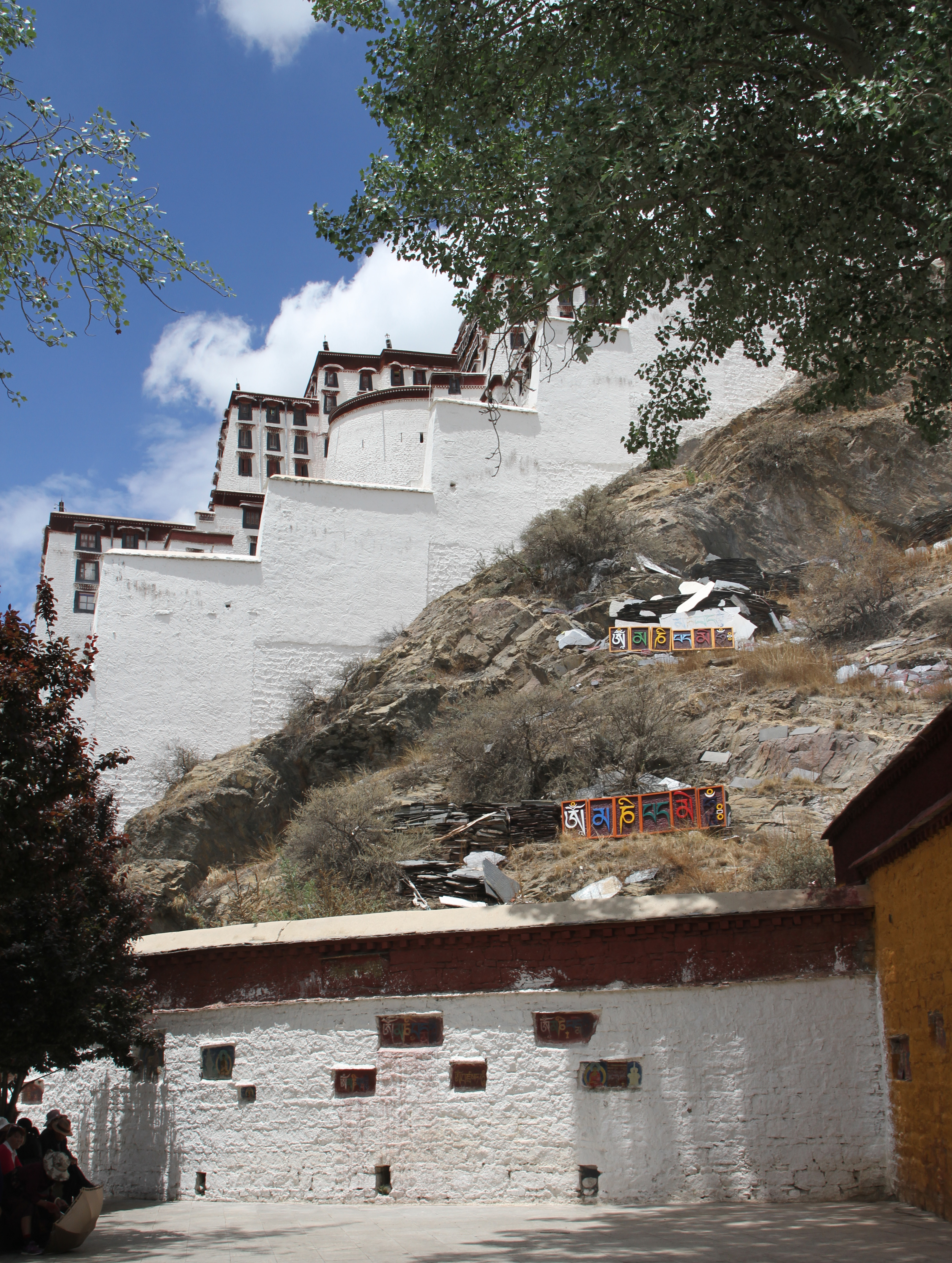
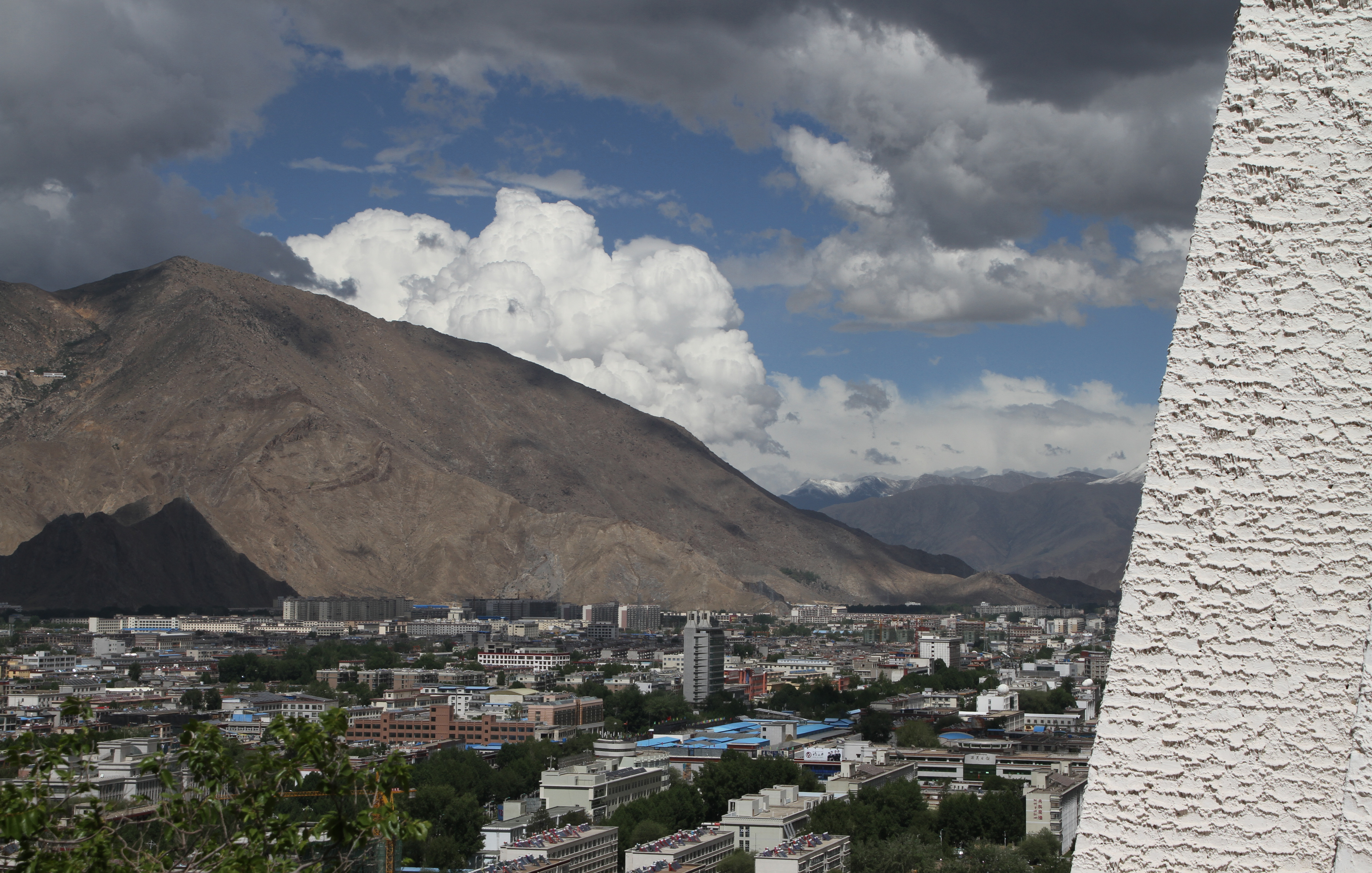
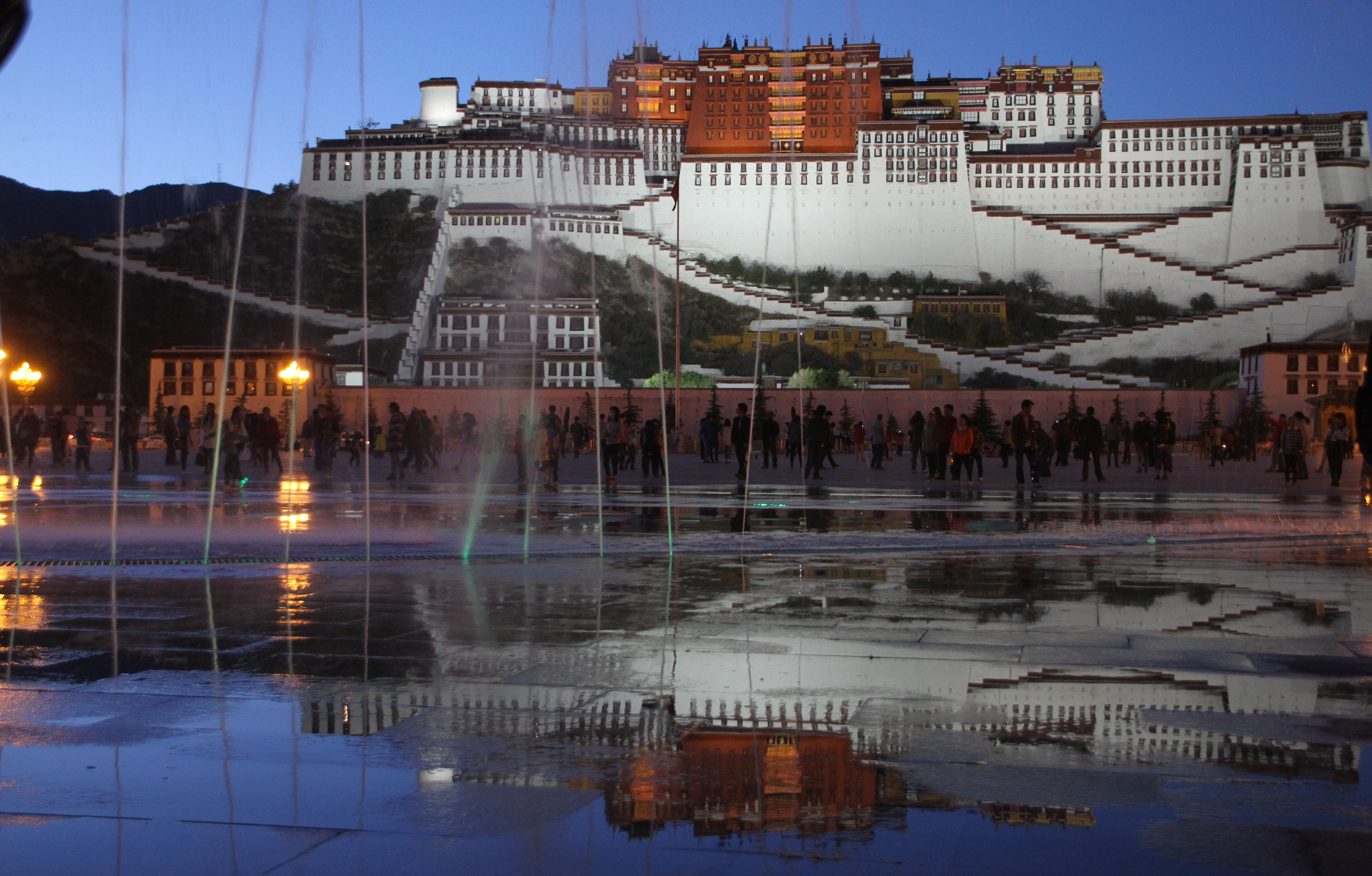